# Róka-hegyi kőfejtő 7. sz. barlangja
A Róka-hegyi kőfejtő 7. sz. barlangja a Duna–Ipoly Nemzeti Parkban lévő Budai Tájvédelmi Körzetben, Budapest III. kerületében található egyik barlang.

## Leírás
A Pilis hegység egyik legdélkeletibb hegyének, a Róka-hegynek egyik, már nem művelt (konglomerátum) kőfejtőjében, természetvédelmi területen, a kőfejtő Ny-i oldalában, a kőfejtő talpszintje felett kb. 10 m magasan nyílik a barlang 1 m széles és 1,2 m magas bejárata. A kötéltechnikai eszközök használatával megközelíthető barlang engedély nélkül megtekinthető. Az eocén konglomerátumban létrejött barlang egyetlen kőfülkéből áll. A 2,5 m hosszú barlang karsztvízszint alatti oldódás hatására alakult ki, melyet a barlang falának néhány helyén lévő borsókő is alátámaszt. A száraz kőfülke aljzatának kitöltésében a kavics és a kőzettörmelék a meghatározó.
Előfordul a barlang az irodalmában Róka-hegyi Konglomerátumos-barlang néven is.

## Kutatástörténet
Kőbányászat következtében tárult fel a barlang. Az 1973-ban napvilágot látott Budapest lexikonban meg van említve, hogy a Róka-hegy tetején és oldalain működő vagy félbehagyott kőfejtők mélyedéseiből két kis (hévizes eredetű) akna, illetve néhány kis mesterséges üreg nyílik. Az 1984-ben kiadott, Magyarország barlangjai című könyv országos barlanglistájában nem szerepel a barlang neve. A barlangot ismeretlen időpontban, ismeretlen személy mérte fel, majd rajzolta meg a barlang alaprajz térképvázlatát. A térképvázlat, amelyen szerepelnek a barlang fontos adatai (bejárat 1 m széles és 1,2 m magas, a barlang 2,5 m hosszú, 2,5 m magas, 2,5 m függőleges kiterjedésű, 2,5 m vízszintes kiterjedésű), megtalálható a KvVM Barlang- és Földtani Osztályon.